# Districte de Montbrison
El Districte de Montbrison és un dels tres districtes del departament francès del Loira, a la regió d'Alvèrnia-Roine-Alps. Té 10 cantons i 138 municipis. El cap del districte és la sotsprefectura de Montbrison.

## Cantons
cantó de Boën-sur-Lignon - cantó de Chazelles-sur-Lyon - cantó de Feurs - cantó de Montbrison - cantó de Noirétable - cantó de Saint-Bonnet-le-Château - cantó de Saint-Galmier - cantó de Saint-Georges-en-Couzan - cantó de Saint-Jean-Soleymieux - cantó de Saint-Just-Saint-Rambert